# Gran Premio di superbike di Oschersleben 1997
Il Gran Premio di superbike di Oschersleben 1997 è stato l'ottava prova del campionato mondiale Supersport del 1997. Vide in programma solo la prova del mondiale Supersport, che venne vinta da Paolo Casoli.
Si corse il 7 settembre 1997 sui 3667 metri del circuito di Oschersleben, per un totale di 28 giri per una distanza di gara di 102,676 km. Lo stesso Casoli, che vinse la gara, ottenne la pole position con il tempo di 1'33.252 ed il giro più veloce con il tempo di 1'33.789. Resta questo il solo caso in cui il mondiale Supersport non corse in abbinamento al campionato mondiale Superbike.

## Risultati

### Arrivati al traguardo
| Pos. | Nº | Pilota               | Motocicletta | Giri | Tempo     | Punti |
| ---- | -- | -------------------- | ------------ | ---- | --------- | ----- |
| 1º   | 26 | Paolo Casoli         | Ducati       | 28   | 44'47.331 | 25    |
| 2º   | 6  | Vittoriano Guareschi | Yamaha       | 28   | +4.694    | 20    |
| 3º   | 34 | Yves Briguet         | Suzuki       | 28   | +5.198    | 16    |
| 4º   | 30 | Wilco Zeelenberg     | Yamaha       | 28   | +5.586    | 13    |
| 5º   | 24 | Stéphane Chambon     | Ducati       | 28   | +5.640    | 11    |
| 6º   | 35 | Giovanni Bussei      | Suzuki       | 28   | +5.934    | 10    |
| 7º   | 7  | Thomas Körner        | Ducati       | 28   | +10.554   | 9     |
| 8º   | 2  | Massimo Meregalli    | Yamaha       | 28   | +17.061   | 8     |
| 9º   | 41 | Michaël Paquay       | Honda        | 28   | +23.725   | 7     |
| 10º  | 90 | Bernhard Schick      | Ducati       | 28   | +24.025   | 6     |
| 11º  | 36 | Christophe Cogan     | Ducati       | 28   | +24.437   | 5     |
| 12º  | 22 | Bernard Garcia       | Honda        | 28   | +45.893   | 4     |
| 13º  | 17 | Stéphane Mertens     | Suzuki       | 28   | +1'08.277 | 3     |
| 14º  | 11 | Peter Koller         | Kawasaki     | 28   | +1'17.496 | 2     |
| 15º  | 18 | David Rouge          | Honda        | 28   | +1'17.560 | 1     |
| 16º  | 14 | Fred Bayens          | Honda        | 28   | +1'18.077 |       |
| 17º  | 4  | Camillio Mariottini  | Ducati       | 28   | +1'34.559 |       |
| 18º  |    | Robert Phillis       | Bimota       | 27   | +1 giro   |       |
| 19º  | 13 | Jeffry de Vries      | Yamaha       | 27   | +1 giro   |       |
| 20º  | 28 | Jonnie Ekerold       | Suzuki       | 27   | +1 giro   |       |

### Ritirati
| Nº | Pilota                 | Motocicletta | Giri |
| -- | ---------------------- | ------------ | ---- |
| 32 | Marc Garcia            | Honda        | 25   |
| 44 | Francisco Riquelme     | Ducati       | 11   |
| 1  | Fabrizio Pirovano      | Ducati       | 10   |
| 46 | Jörg Teuchert          | Yamaha       | 9    |
| 64 | Massimilliano Marchini | Ducati       | 5    |
| 25 | Serafino Foti          | Bimota       | 4    |
| 31 | Marco Risitano         | Kawasaki     | 2    |